# First Lego League

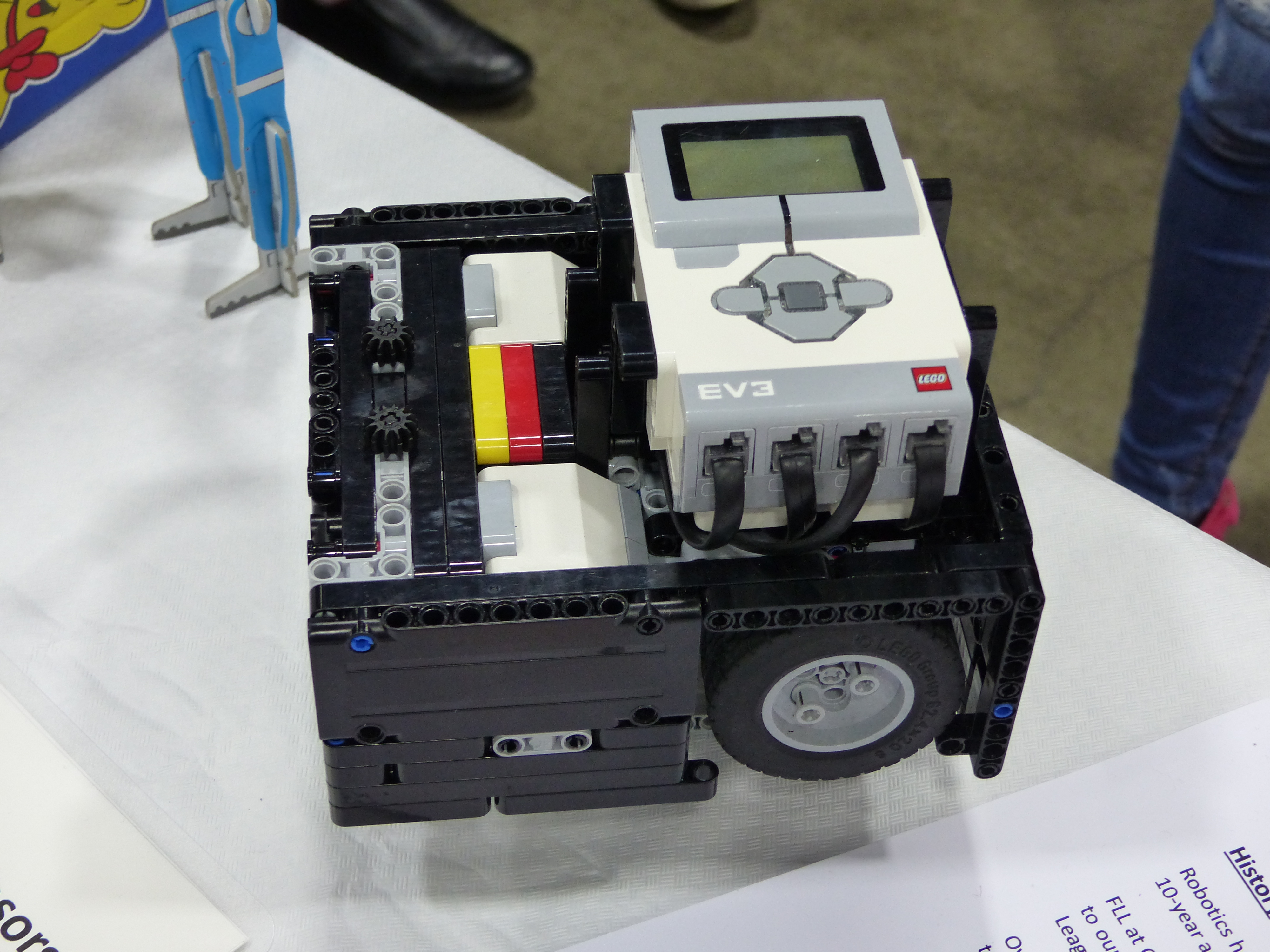
An der FIRST-Weltmeisterschaft in Detroit 2019 haben auch ein deutsches, ein österreichisches und ein Schweizer FLL-Team teilgenommen. Hier der Roboter des deutschen Teams GOROBOT.

Die First Lego League, abgekürzt FLL, ist ein weltweites Bildungsprogramm (Robotikwettbewerb), das von der amerikanischen Stiftung For Inspiration and Recognition of Science and Technology (First), Lego und anderen Sponsoren initiiert wird. Es soll Kindern und Jugendlichen im Alter von 9 bis 16 Jahren (in USA und Kanada zwischen 9 und 14 Jahren) Zugang zu Wissenschaft und Technologie bieten. Der Stichtag für das Alter der Teilnehmer ist dabei immer der 1. Januar des Vorjahres. Teilnehmende an den Wettbewerben im Jahr 2023 müssen also spätestens am 1. Januar 2022 bereits 9 Jahre alt gewesen sein, also im Laufe des Jahres 2021 9 Jahre alt geworden sein.
Höhepunkte des Programms sind Wettbewerbe, bei denen die Teams ihre in den Wochen davor entwickelten Lego-Mindstorms-Roboter auf einem Spielfeld Aufgaben lösen; eine Jury bewertet die Leistungen. Die Wettbewerbe werden auf lokaler, regionaler und internationaler Ebene veranstaltet. Sie stehen jedes Jahr unter einem neuen Thema wie z. B. Nanotechnologie, Klimawandel, Biomedizintechnik oder Lebensmittelsicherheit, das nicht nur das Wissensgebiet bezeichnet, mit dem die Teams sich in der Vorbereitungszeit besonders beschäftigen, sondern auch den Parcours und die kniffligen technischen Aufgaben inspiriert, die die Roboter zu bewältigen haben.
Die Idee zum weltweiten Bildungsprogramm stammt von der gemeinnützigen amerikanischen Organisation First (For Interest and Recognition of Science and Technology) und der Firma Lego. In Mitteleuropa wird der Wettbewerb unter der Schirmherrschaft des gemeinnützigen Vereins Hands on Technology durchgeführt.

## Die FLL-Aufgabenstellung
Die FLL besteht aus zwei Hauptbereichen: dem Robot-Game und der Forschung. Beim Robot-Game planen, bauen, programmieren und testen die Teams einen autonomen Roboter, der eine Reihe von Aufgaben erledigen muss. Beim Forschungsauftrag forschen die Teams zu einem realen Problem, das etwas mit dem jährlichen Motto zu tun hat, entwerfen eine Lösung und präsentieren ihre Erkenntnisse. Mindestens acht Wochen lang beschäftigen sich alle FLL-Teams mit der Lösung der Aufgaben des Robot-Games und der Erstellung ihrer Forschungsarbeit. Jedes Team aus 3 bis 10 Kindern und Jugendlichen wird von mindestens einem erwachsenen Trainer angeleitet. Die Teams treten nach der Vorbereitungszeit bei einem Regionalwettbewerb an und vergleichen ihre Leistungen mit anderen Teams.

## Bewertungskategorien

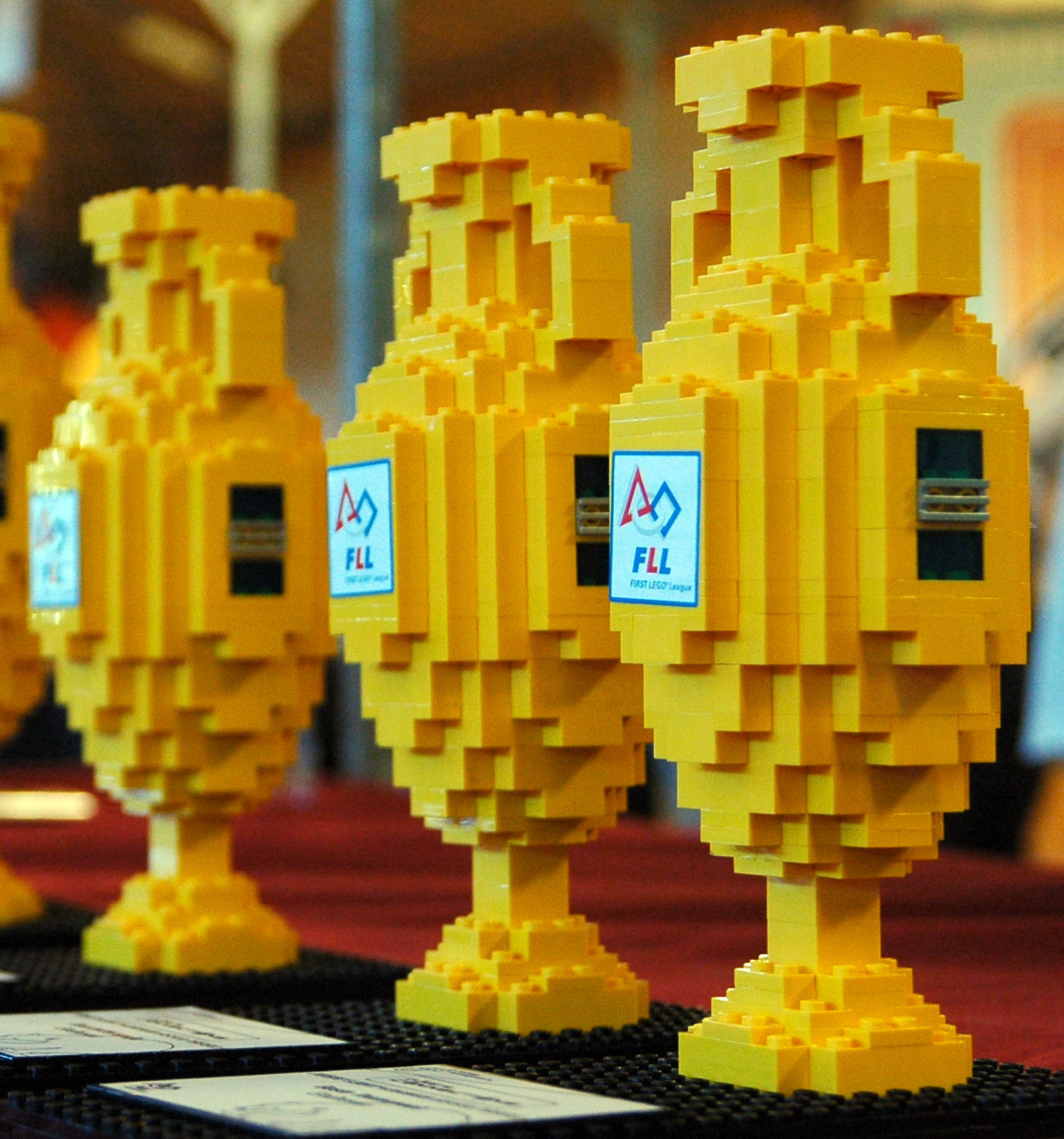
Pokale der First Lego League bis 2008

In der Vorbereitung konzentrieren sich die Teams auf die Konstruktion und Programmierung eines Roboters und die Forschungspräsentation. Bei einem FLL-Wettbewerb werden die Teams aber noch in den zwei weiteren Kategorien Roboterdesign und Teamwork von Juroren bewertet. Außerdem wird ein Preis für besonderes Coaching vergeben. Jedes Team beginnt in einem FLL-Regionalwettbewerb in seiner Nähe und versucht dort, eine möglichst gute Leistung in den verschiedenen Kategorien zu erreichen. Das jeweils beste Team einer Kategorie erhält am Ende des Wettbewerbstages bei der Preisverleihung ebenfalls einen FLL-Pokal. Die Kinder werden unabhängig von dem Land, in dem sie zum Wettbewerb antreten, in den gleichen Bewertungskategorien beurteilt.

### FLL-Champion
Dieser Pokal wird für den Gesamterfolg und für die Umsetzung der Werte von FLL vergeben. Er bewertet, wie stark die Kinder und Jugendlichen andere Teilnehmer inspirieren und motivieren, ihnen Zugang zur spannenden Welt der Wissenschaft und Technologie vermitteln und dabei gleichzeitig Respekt, Engagement und beeindruckende Professionalität zeigen. Das Gewinnerteam hat Vorbildcharakter für das FLL-Programm. Der FLL-Champion setzt sich zu je einem Viertel aus den Wertungen der Einzelkategorien zusammen: Roboterdesign, Teamwork, Forschung und Robot-Game.

### Robot-Game
Der für den Wettbewerb gebaute Roboter darf ausschließlich aus Lego-Bauteilen bestehen. Dabei ist die Anzahl der verwendeten nichtelektronischen Legoteile unbegrenzt, elektronische Teile und Motoren dürfen jedoch nur in vorgegebener Menge verbaut werden. Als Grundstein dient das Lego-Mindstorms-System: RCX, NXT, EV3 oder Spike Prime, wobei der RCX kaum noch Verwendung findet. Es gibt jedes Jahr ein neues Spielfeld von ca. 236 auf 114 Zentimetern, auf dem verschiedene Aufbauten aus Lego positioniert sind.
Die Teams müssen versuchen, im Zeitraum von der Veröffentlichung der Wettbewerbsaufgaben (zwischen Anfang August und Anfang September) bis zum Regionalwettbewerb, an dem sie teilnehmen (Mitte November bis Mitte Januar), einen Roboter zu entwerfen, der möglichst viele der gestellten Aufgaben innerhalb von 150 Sekunden autonom auf dem Spielfeld lösen kann. Nach Ablauf der Zeit vergibt ein Schiedsrichter die Punkte, wobei sich die maximale Punktzahl pro Aufgabe nach der Schwierigkeit des jeweiligen Auftrags richtet. Wird der Roboter berührt solange er sich auf dem Spielfeld außerhalb der sogenannten Base befindet, werden Strafpunkte vergeben.
Jedes Team tritt in drei Vorrunden zum Robot-Game an. Bei jedem Match hat das Team die Chance, möglichst viele Punkte zu sammeln. Kein Match steht mit dem vorherigen in Zusammenhang – es zählt nur das Match mit der höchsten Punktzahl. Die errechneten Wertungspunkte gehen direkt in die Bewertung des FLL-Champions ein. Die besten Teams kommen ins Viertel- oder Halbfinale weiter. Im Viertel- und im Halbfinale gibt es jeweils nur eine Runde. Die dort erreichte Punktzahl wird gewertet. Anhand dieser Punktzahlen wird eine Rangliste erstellt. Die zwei besten Teams aus dem Halbfinale qualifizieren sich für das Finale.

### Forschung
Neben dem Bau eines Roboters muss jedes Team eine wissenschaftliche Aufgabe bewältigen – die FLL-Forschung. Die Forschungsaufgabe steht thematisch in einem engen Verhältnis zum jährlichen Wettbewerbthema. Ein gutes Team in dieser Kategorie zeichnet sich durch qualitativ hochwertige Forschung, innovative Lösungen und eine kreative Präsentation aus. Die Präsentation des Forschungsauftrags vor einer fachkundigen Jury sollte genau 5 Minuten lang sein und geht zu einem Viertel in die Wertung ein.

### Roboterdesign
Neben der Leistung beim Robot-Game wird auch die Konstruktion und Programmierung des Roboters von einer gesonderten Jury unter die Lupe genommen. Ein ausgezeichneter Roboter muss ein innovatives und robustes Design aufweisen, das gut auf die Programmierung des Roboters abgestimmt ist. Außerdem muss wie auch bei allen anderen Kategorien klar erkennbar sein, dass die Schüler selbst getüftelt haben.

### Grundwerte (früher Teamwork)
Für den Erfolg bei FLL ist Zusammenarbeit unabdingbar und stellt eine Hauptvoraussetzung in jedem Team dar. Teams, die Begeisterung und Sportgeist sowie außergewöhnlichen Respekt für die eigenen Teammitglieder und die meiste Unterstützung und Hilfe für andere FLL-Teams zeigen, können hier ausgezeichnet werden. Sie beweisen daneben auch Vertrauen, Leistungsbereitschaft und die Fähigkeit zur Problemlösung.

### Sonderpreis der Jury – ab 2021 „Coaching“
Die Juroren bei FLL-Wettbewerben konnten Teams für ihren Einsatz und Ausdauer sowie herausragende Teamarbeit auszeichnen. Ab 2021 zeichneten die Juroren nach einer Nominierung durch die Teams einen Coach aus, der sich besonders hervorgetan hat.

## Qualifikationsebenen
Der Wettbewerb findet national und international auf verschiedenen Ebenen statt. Vom Regionalwettbewerb qualifizieren sich die besten Teams weiter auf die nächsthöhere Ebene. Zurzeit sind das innerhalb von FLL-Mitteleuropa verschiedene Qualifikationswettbewerbe, die FLL Semi Finals, in Deutschland, Österreich und der Schweiz sowie in Tschechien, Ungarn, Polen und der Slowakei. Von den FLL Semi Finals können sich jedes Jahr die besten Teams für das zentraleuropäische Finale qualifizieren.
Auf internationaler Ebene geht es von dort weiter zum FLL World Festival, einer Art Weltmeisterschaft, im Frühjahr in St. Louis im US-Bundesstaat Missouri oder zu anderen offenen internationalen Wettbewerbe wie z. B. First Lego League Open Championships qualifizieren. Diese wurden erstmals im Wettbewerbsjahr 2005/2006 in Eindhoven in den Niederlanden abgehalten und in den Folgejahren 2006/2007 in Bodø in Norwegen, 2007/2008 in Tokio, 2008/2009 in Kopenhagen, 2009/2010 in Istanbul (Open European Championship) und Kaohsiung, Taiwan (Open International Championship), 2010/2011 in Delft in den Niederlanden (Open European Championship). Das Open European Championship 2011/2012 fand im Juni 2012 in Mannheim statt und im Mai 2013 waren 54 Teams aus 35 Ländern im Heinz-Nixdorf-Museumsforum in Paderborn beim OEC 2012/13 zu Gast. Die Offene Europäische Meisterschaft 2014 wurde Ende Mai in Pamplona in Spanien ausgetragen.

## Geschichte des Wettbewerbs
Das jährliche FLL-Wettbewerbsthema ist immer ein aktuelles Thema aus Forschung, Wissenschaft und Technologie. Die Themen von FLL spiegeln sich sowohl in der Gestaltung des Spielfeldes (Aufgaben fürs Robot-Game), als auch im Forschungsauftrag wider. Bisherige Themen waren:
- 2024/25: SUBMERGED
- 2023/24: MASTERPIECE
- 2022/23: Super Powered
- 2021/22: Cargo Connect
- 2020/21: RePlay
- 2019/20: City Shaper
- 2018/19: Into Orbit (Leben und Reisen im Weltraum)
- 2017/18: Hydro Dynamics (Wasser – wie wir es finden, transportieren, nutzen oder es beseitigen)
- 2016/17: Animal Allies (Beziehungen zwischen Mensch und Tier erforschen)
- 2015/16: Trash Trek (Wege zur Bewältigung des Abfalls)
- 2014/15: World Class (Das Klassenzimmer der Zukunft)
- 2013/14: Natures Fury (Naturkatastrophen beseitigen)
- 2012/13: Senior Solutions (Lebensqualität älterer Menschen verbessern)
- 2011/12: Food Factor (Lebensmittelsicherheit im Fokus)
- 2010/11: Body Forward (Erforschen der spannenden Welt der Biomedizin)
- 2009/10: Smart Move – Transport im Wandel (Wie kann man sicher und effizient transportieren?)
- 2008: Climate Connections (Unser Klima verändert sich, wie müssen wir reagieren?)
- 2007: Power Puzzle (Wie kann man die weltweite Energieversorgung sicherstellen?)
- 2006: Nano Quest (Wie können uns nanometergroße Teilchen helfen Probleme zu lösen?)
- 2005: Ocean Odyssey (Hilfe für die Meere und den dort lebenden Tieren und Pflanzen)
- 2004: No Limits (Keine Grenzen für Menschen mit physischen oder psychischen Einschränkungen)
- 2003: Abenteuer Mars (Eine Marslandung muss durchgeführt werden)
- 2002: City Sights (Lösungen für einen sicheren Lebensstandard in Großstädten)
- 2001: Arctic Impact (Versorgung einer Polarstation) – erstmals Pilotwettbewerb in Deutschland
- 2000: Volcanic Panic (Evakuierungsmaßnahmen vor einem Vulkanausbruch)
- 1999: First Contact (Rettung einer gestrandeten Weltraumstation)